# Бестужевские курсы

Здание Бестужевских курсов на 10-й линии Васильевского острова

Бесту́жевские ку́рсы — Высшие женские курсы в Санкт-Петербурге (1878—1918). Одно из первых женских высших учебных заведений в России.

## История

### Возникновение курсов
В 1870-х годах правительство России осознало, что необходимы действенные меры, чтобы русские женщины не уезжали учиться за границу.

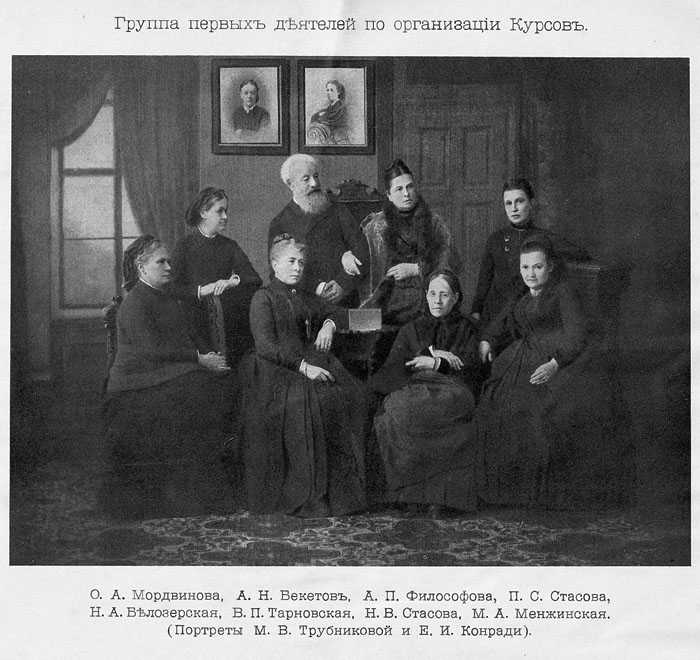
Группа первых деятелей по организации Бестужевских курсов: (слева направо, стоят) О. А. Мордвинова, А. Н. Бекетов, А. П. Философова, П. С. Стасова; (сидят) Н. А. Белозерская, В. П. Тарновская, Н. В. Стасова, М. А. Менжинская

В 1870 году в Санкт-Петербурге были учреждены общие (то есть как для мужчин, так и для женщин) публичные лекции. Они открылись 2 (14) января 1870 года, проходили сначала в здании министерства внутренних дел, а затем в здании Владимирского уездного училища, и получили название «Владимирские курсы». Однако в 1875 году курсы приостановили свою деятельность.
В 1873 году была создана правительственная комиссия под председательством статс-секретаря И. Д. Делянова, которая выработала проект высшего педагогического учебного заведения для женщин. 9 (21) апреля 1876 года последовало повеление разрешать министру открывать Высшие женские курсы в университетских городах. Воспользовавшись этим, учредители Владимирских женских курсов (Н. В. Стасова, М. В. Трубникова, А. П. Философова, В. П. Тарновская), при деятельной помощи А. Н. Бекетова, в 1878 году добились разрешения открыть в Санкт-Петербурге Высшие женские курсы с систематическим университетским характером преподавания. Неофициально курсы получили название «бестужевских», а их слушательниц стали называть «бестужевками» — по фамилии первого директора, профессора К. Н. Бестужева-Рюмина. Хозяйственная и административная часть была поручена учредительницам курсов; наиболее ответственное звание «распорядительниц на курсах» взяли на себя Н. В. Стасова и О. А. Мордвинова.
Торжественное открытие курсов состоялось 20 сентября (2 октября) 1878 года в здании Александровской женской гимназии на Гороховой улице, 20.
При открытии курсов на них поступило 468 постоянных слушательниц и 346 вольнослушательниц. Сначала курсы были вечерними.

### Деятельность курсов
Первыми профессорами были утверждены: К. Н. Бестужев-Рюмин (русская история); Ф. А. Бауэр (древняя история); А. Н. Веселовский (всеобщая литература); М. И. Владиславлев (психология); Н. П. Некрасов (историческая грамматика русского языка); И. А. Шебор и В. В. Мусселиус (латинский язык); К. А. Поссе (алгебра); Н. И. Билибин (геометрия); И. И. Боргман (физика); Н. А. Гезехуз механика); А. Н. Бекетов (ботаника); Н. П. Вагнер (зоология); А. Л. Потылицын (химия); протоиерей Д. А. Тихомиров (богословие). В первое время на курсы принимались женщины от 21 года со средним образованием, позднее — окончившие курс гимназии без ограничения в возрасте. Желающие попасть на курсы должны были подать заявление, приложив к нему метрическое свидетельство, аттестат о полном среднем образовании и свидетельство о политической благонадёжности (если просительница поступала в вуз не в год окончания среднего учебного заведения). Когда количество заявлений превышало количество вакансий, приём производили по конкурсу аттестатов. Вступительные экзамены не сдавали.
Обучение было платным. Деятельность курсов поддерживалась «Обществом для доставления средств Высшим женским курсам», средства поступали от Министерства народного просвещения, Санкт-Петербургской городской думы, а также платы за слушание лекций, добровольных пожертвований и членских взносов. Многие преподаватели работали безвозмездно.
В 1881 году К. Н. Бестужева-Рюмина во главе педагогического совета сменил А. Н. Бекетов, который с 1879 до 1885 года состоял также председателем комитета «Общества для доставления средств». Педагогическому совету вверено было «общее управление курсами», ближайшее же наблюдение за слушательницами лежало на «распорядительнице курсов» — Н. В. Стасовой и её помощницах. Хозяйственной частью заведовал комитет «Общества для доставления средств», избираемый общим собранием Общества на три года.

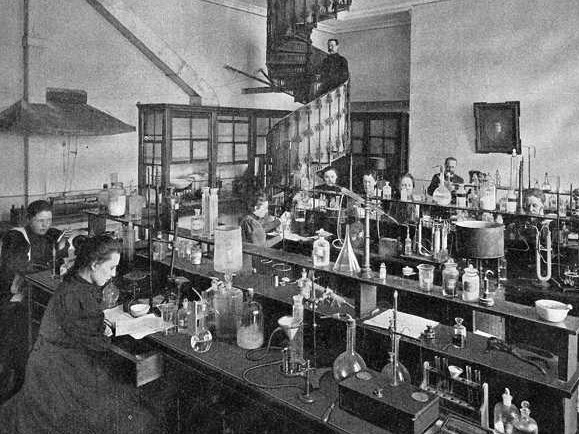
Химическая лаборатория Бестужевских курсов

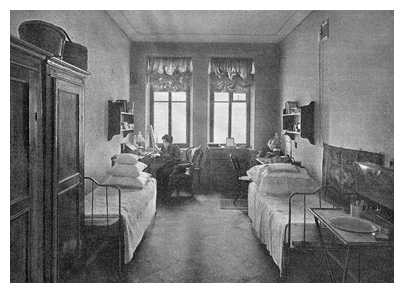
Комната общежития Бестужевских курсов

Курс преподавания, первоначально рассчитанный на три года, уже в 1881 году стал четырёхлетним. Курсы имели три отделения: словесно-историческое, физико-математическое и специально-математическое (последние два изначально различались только со второго курса и впоследствии были объединены), а в 1906 году было открыто юридическое отделение. Почти по всем предметам и на всех отделениях происходили практические занятия, особенно по естественным наукам, для чего курсы располагали богато обставленными кабинетами, лабораторией, библиотекой, а впоследствии и аудиториями, специально приспособленными к чтению экспериментальных лекций. Привлекая в качестве преподавателей лучших профессоров университета и других высших учебных заведений Петербурга, курсы стали готовить и свой преподавательский персонал из числа бывших слушательниц; девять из них были оставлены при курсах в качестве ассистенток или руководительниц практических занятий. Некоторые из слушательниц выступили с самостоятельными трудами по разным отраслям науки, с докладами на съездах естествоиспытателей.
На словесно-историческом отделении преподавали богословие, логику, психологию, историю древней и новой философии, историю педагогики, теорию эмпирического познания, историю литературы, русский, латинский, французский, немецкий, английский языки и один из славянских языков. К необязательным предметам были отнесены латынь и хоровое пение. Студенткам физико-математического отделения читали лекции по математике, физике, химии, ботанике, зоологии, минералогии, кристаллографии, физической географии. Слушательницам разрешали переходить с одного отделения факультета на другое с досдачей соответствующих курсов.
В 1886 году, в связи с обеспокоенностью правительства политической неблагонадёжностью слушательниц, приём на курсы был прекращён. Созданная комиссия под руководством князя М. С. Волконского три года изучала состав слушательниц и их политические настроения. Между тем, к началу 1889 года на курсах оставался только четвёртый (выпускной) курс, насчитывавший 140 слушательниц. Наконец, 3 (15) июня 1889 года было опубликовано «Временное положение о Санкт-Петербургских высших женских курсах», резко усиливавшее контроль за деятельностью учебного заведения, которое потеряло бывшие ранее начала самоуправления. Курсы получали назначаемого директора и Совет профессоров, запрещались собрания курсисток вне курсов, вводилась должность инспектрисы. Кроме того, было сокращено число слушательниц, закрыто естественное отделение и повышена плата за обучение. По-прежнему сохранялись два отделения — историко-филологическое и физико-математическое, однако запрещалось преподавание физиологии человека и животных, естественной истории и гистологии. Для зачисления на курсы теперь требовалось письменное разрешение родителей или опекунов, а кроме того, справка о наличии средств для безбедного существования. До 200 рублей в год увеличилась плата за обучение. Курсистки могли жить только дома или у родственников — частные квартиры исключались. При этом в каждом случае приём зависел от личного усмотрения директора. Бессменную распорядительницу Н. В. Стасову отстранили от должности. Были уволены и другие преподаватели.
В 1895 году на курсах было возобновлено чтение курса ботаники, а в 1902 году — физиологии.
В сентябре 1901 года по представлению министра народного просвещения П. С. Ванновского Николай II утвердил указы о допущении к преподаванию всех предметов в старших классах женских гимназий и прогимназий лиц женского пола, окончивших Бестужевские курсы. Позднее, в 1906 году, им было разрешено преподавать и в некоторых классах мужских гимназий.
В 1906 году, под влиянием первой русской революции, произошло изменение системы курсов в сторону большей автономии. Совету профессоров было разрешено выбирать директора из своей среды (первым выборным директором стал профессор зоологии В. А. Фаусек, находившийся в этой должности до 1910 года). Была введена новая система преподавания, названная предметной, позволившая слушательницам выбирать по желанию лекционные курсы, а преподавателям — разнообразить и расширить систему практических занятий и курсов.
13 (26) мая 1906 года открылся новый, юридический факультет. Его программа включала энциклопедию права, философию права, государственное право, историю русского права, полицейское право, статистику, историю экономических учений, финансовое право, римское право, семейное и наследственное право, политическую экономию. При желании студентки этого факультета могли также изучать богословие, немецкий, французский, английский и итальянский языки.
Отсутствие права на сдачу государственных экзаменов означало, что курсы юридически не принадлежат к высшим учебным заведениям. Такое положение было изменено лишь 30 мая (12 июня) 1910 года, когда Государственный совет признал Бестужевские курсы высшим учебным заведением с объёмом преподавания, равным университету. Свидетельства об окончании курсов были приравнены к дипломам университета.
С началом первой мировой войны финансовое положение Бестужевских курсов резко ухудшилось. Они располагали значительной собственностью, которую были не в состоянии содержать, поэтому под доходные дома были отданы здания общежитий.
В 1918 году Бестужевские курсы были преобразованы в Третий Петроградский университет, включённый в сентябре 1919 года в состав Петроградского государственного университета.

### Статистика выпусков

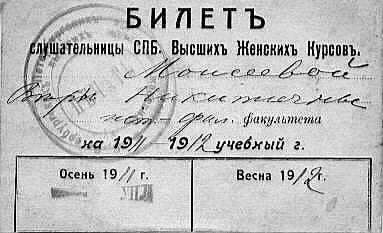
Билет слушательницы Бестужевских курсов 1911—1912 годов

Всего за 32 выпуска (первый выпуск был в 1882 году, а 32-й — в 1916-м) Бестужевские курсы окончило около 7000 человек, а общее число обучавшихся — включая тех, кто по разным причинам не смог окончить обучения — превысило 10 тысяч. Число выпускниц в разные годы сильно различалось. Весной 1882 года окончили полный четырёхлетний курс обучения первые 176 слушательниц. В 1913 году их было 677, в 1915 году — 775. В то же время, были годы, когда завершали обучение лишь несколько десятков человек. Самым малочисленным был выпуск 1905 года (11 выпускниц). Малочисленными были выпуски 1893 и 1894 годов — первые выпуски после перерыва в приёме — 61 и 49 человек. Кроме того, в связи с отсутствием приёма в 1887—1889 годах, не было выпуска в 1890—1892 годах. Наибольшее число окончивших было на историко-филологическом факультете — 4311 из 6933, физико-математический факультет окончило 2385 человек и юридический 237. Основная часть выпускниц стали преподавателями в средней школе.
При приёме на курсы соблюдался сословный принцип. Если в 1878 году дочери военных и гражданских чинов составляли более 70 %, то в 1912 году на их долю падало лишь 37 %. В то же время среди лиц, причисленных к высшему сословию, многие принадлежали к таковому лишь по формальным признакам. Уже среди первых бестужевок было около 20 % выходцев из купеческого и мещанского звания и около 10 % представительниц религиозной среды.
Список «первых женщин» среди бестужевок мог бы выглядеть следующим образом:
- М. В. Жилова — первая женщина, которая стала сотрудницей Пулковской обсерватории;
- Н. И. Иванова (Микулина) — одна из учредительниц Сибирских высших женских курсов в Томске;
- Е. В. Соломко (Сотириадис) — первая в России женщина-петрограф и палеонтолог;
- Е. В. Балобанова — автор первого в России учебника по библиотечному делу (СПб., 1901);
- М. М. Сокова (Краснова) — основательница в 1897 г. первых в империи женских курсов счетоводов;
- Ю. И. Фаусек (Андрусова) — первая в России женщина, ставшая зоологом беспозвоночных;
- В. Е. Попова (Богдановская) — одна из первых в России женщин-химиков;
- О. А. Добиаш-Рождественская — первая женщина в Советской России, защитившая диссертацию на степень доктора исторических наук;
- В. Н. Тихомирова — одна из первых в стране женщин-геофизиков;
- Т. Н. Кладо — первая женщина с высшим образованием, принятая на службу в Главную геофизическую обсерваторию;
- Г. Ш. Рубинштейн — первая в России женщина-климатолог;
- М. А. Пасвик — радиохимик, автор первого препарата русского радия и др[6].

Пять выпускниц Бестужевских стали членами-корреспондентами (О. А. Добиаш-Рождественская, Е. С. Истрина, Н. В. Пигулевская, К. В. Тревер, И. А. Райкова), а П. Я. Полубаринова-Кочина, А. М. Мерварт стали академиками.

### Местоположение курсов
В течение года после открытия курсы располагались в здании Александровской женской гимназии на Гороховой улице (дом № 20). В 1879 году был нанят частный дом Боткиной на Сергиевской улице (дом № 7), который дорого обходился курсам.
Здание для Бестужевских курсов на 10-й линии Васильевского острова (дома 31—35) было построено в 1885 году по проекту академика архитектуры А. Ф. Красовского при участии В. Р. Курзанова (с 1919 по 1980 год здесь располагался математико-механический факультет Ленинградского (Санкт-Петербургского) государственного университета а
с 1981 года здесь находится факультет географии и геоэкологии Санкт-Петербургского государственного университета, кафедры которого с 2014 года входят в состав Института наук о Земле СПбГУ).
В дальнейшем здание курсов стало разрастаться за счёт пристраивания к главному зданию флигелей и корпусов: в 1895—1897 годах были пристроены общежитие и учебные корпуса с правой стороны фасада; в 1900 году — флигель с актовым залом и библиотекой; в 1903 и 1909 гг. — корпуса по северной и восточной частям участка, соединившие все постройки в единый комплекс. В проектировании этих зданий принимали участие архитекторы А. Ф. Красовский, В. Н. Пясецкий, В. Р. Курзанов, С. В. Покровский и Д. Д. Устругов.
В 1914 году про проекту архитектора В. П. Цейдлера было построено здание, выходящее фасадом на Средний проспект (д. 41) и соединённое с основным зданием курсов переходом внутри квартала. В нём должен был разместиться физический факультет («Физико-химический институт им В. П. Тарновской»), но с началом первой мировой войны здание было отдано под госпиталь.
В настоящее время комплекс зданий Бестужевских курсов на 10-й линии Васильевского острова является объектом культурного наследия регионального значения.

## Известные преподаватели
Список преподавателей Бестужевских курсов
- И. Ф. Анненский
- И. А. Бодуэн де Куртене
- А. П. Бородин
- А. М. Бутлеров
- А. М. Винавер
- К. Д. Глинка
- А. Г. Гойхбарг
- Д. И. Менделеев
- Л. А. Орбели
- И. М. Сеченов
- В. В. Сокольский
- В. А. Фаусек — директор курсов с 1905 по 1910 гг.
- Л. В. Щерба

См. также: Преподаватели Бестужевских курсов

## Известные слушательницы
- Екатерина Балобанова
- Любовь Блок
- Надежда Крупская
- Мария Лохвицкая-Скалон
- Вера Миллер-Лебедева
- Зофия Прауссова
- Анна Радлова
- Конкордия Самойлова
- Ольга Ульянова
- Юлия Фаусек
- Ольга Форш
- Анна Черткова
- Аполлинария Якубова
- Прасковья Ариян

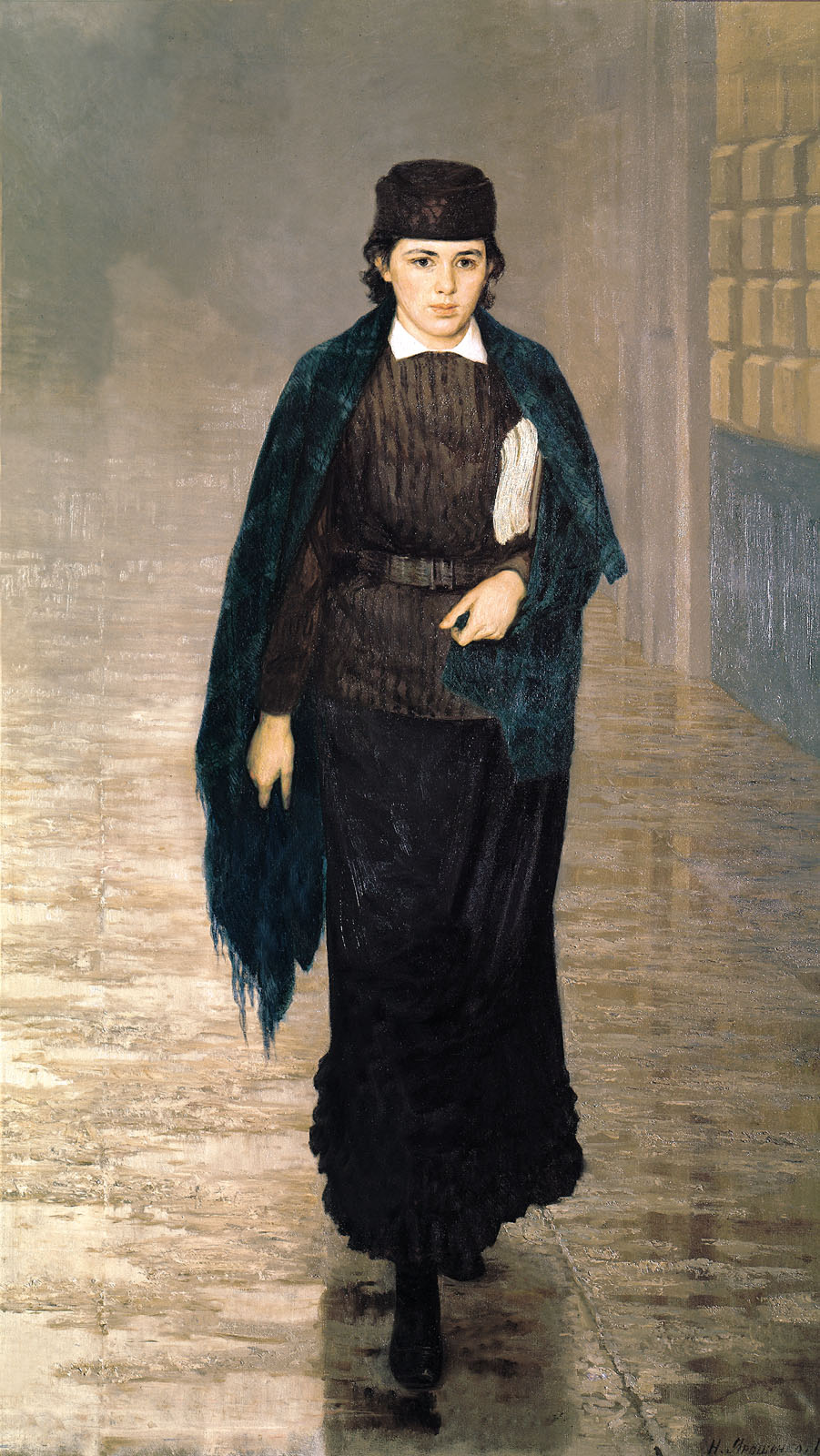
«Курсистка», картина Н. А. Ярошенко (1880). На картине изображена Анна Дитерихс, в пору написания картины — слушательница Бестужевских курсов

См. также: Слушательницы Бестужевских курсов

## В культуре
В 2021 году в издательстве «Самокат» вышел комикс Анны Русиновой и Дмитрия Гусева «Бестужевки. Первый женский университет» об истории Бестужевских курсов.

## Интересные факты
- В толковом словаре начала XX века указано два значения слова «бестужевка»: 1) слушательница курсов, открытых Бестужевым; 2) идеалистка[2].